# ای‌هاو
ای‌هاو (به انگلیسی: eHow) وب‌گاه راهنمایی است با بیش از ۱ میلیون مقاله و ۱۷۰٬۰۰۰ فیلم دستورالعمل گام‌به‌گام که موضوعات بسیاری را پوشش  می‌دهد. در این وب‌گاه، هر کاربر می‌تواند نظر یا پاسخ‌دهد، اما مقالات توسط نویسندگان ویرایش می شود. نویسندگان به صورت فریلنس کار می‌کنند و به ازای مقالاتی که می‌نویسند پول دریافت می‌کنند. از ای‌هاو اغلب به عنوان مزرعه محتوا یاد می‌شود.